# Girls Can Play
Girls Can Play ist ein US-amerikanischer Kriminalfilm mit Charles Quigley und Rita Hayworth aus dem Jahr 1937. Als Vorlage diente die Geschichte Miss Casey at Bat von Albert DeMond.

## Handlung
Der Sportreporter Jimmy Jones sehnt sich danach, ein bekannter Kriminaljournalist zu werden. Als er an einer Story über ein Frauensoftballteam schreibt, entdeckt er, dass der Sponsor des Teams ein ehemaliger Gangster namens Foy Harris ist, der vorgibt, seine kriminelle Vergangenheit hinter sich lassen zu wollen. Jimmy ist jedoch überzeugt, dass Harris noch immer Dreck am Stecken hat. Aufgrund dessen beschließt er, diesen und das Softballteam genauer unter die Lupe zu nehmen. Gleichzeitig nutzt er die Gelegenheit, um ein Auge auf die hübsche Spielerin Ann Casey zu werfen.
Wie sich herausstellt, verdient Harris seinen Lebensunterhalt mit gepanschtem Likör, den er als Markenware verkauft, während er nach außen hin eine kleine Apotheke betreibt und das Softballteam sponsert. Seine Freundin ist Sue Collins, die Anführerin des Teams. Sie weiß zwar über seine zwielichtigen Geschäfte Bescheid, ist aber nicht an ihnen beteiligt. Als Harris’ ehemaliger Gangsterbruder aus dem Gefängnis entlassen wird, ist dieser mehr als entschlossen, ein Stück vom Kuchen abzubekommen. Doch Harris will nicht teilen und bringt deshalb seinen ehemaligen Partner um. Nachdem Sue von dem Mord erfahren hat, plant Harris, auch Sue als Mitwisserin loszuwerden. Er streut zunächst das Gerücht, dass Sue krank sei und eine Reise zu ihrer Erholung unternehmen wolle. Zusammen mit Ann findet Jimmy derweil heraus, dass das Opfer mit Harris einst zusammengearbeitet hat. Es fehlen Jimmy nur eindeutige Beweise, um seine Erkenntnisse der Polizei zu übergeben.
Als Sue sich bewusst wird, dass ihr Leben in Gefahr schwebt und ihr Freund nicht nur ein Gauner, sondern auch ein gefährlicher Killer ist, entschließt sie sich, zur Polizei zu gehen. Doch ehe sie dem nachkommen kann, vergiftet Harris ihren Softballhandschuh, durch den sie auf dem Spielfeld schließlich zusammenbricht und stirbt. Ann und Jimmy sind sich sicher, dass Sue auspacken wollte und daher ihr Leben lassen musste. Harris lässt die Polizei glauben, dass Sue ein schwaches Herz gehabt habe, doch eine Autopsie ergibt, dass sie ermordet wurde. Während sich die Polizei auf den Weg macht, um Harris zu verhaften, versucht dieser bereits, sich aus dem Staub zu machen. Dabei gerät Ann in seine Fänge. Jimmy gelingt es jedoch, sie im letzten Moment zu befreien. Anschließend wird Harris festgenommen, Jimmy wird der neue Kriminalreporter und Ann seine Braut.

## Hintergrund
1937 war die Schauspielerin Julie Bishop noch unter dem Namen Jacqueline Wells bekannt. Die Namensänderung brachte ihr jedoch keinen Starruhm im Gegensatz zu Rita Hayworth, die in ihren ersten Filmen noch unter ihrem ursprünglichen Namen als Rita Cansino auftrat.
Für die Kameraarbeit des von Columbia Pictures produzierten B-Films war Lucien Ballard zuständig, der später auch bekannte Filme drehte, wie Die weiße Feder (1955), Der Marshal (1969), The Wild Bunch – Sie kannten kein Gesetz (1969) und Getaway (1972).

## Kritiken
„Kameramann Lucien Ballard und Regisseur Lambert Hillyer machten ihrem Job alle Ehre, indem sie Albert DeMonds Originalstory Miss Casey at Bat mit all ihrer ursprünglichen Kraft geschickt auf die Leinwand übertrugen“, befand Gerald Peary in seinem Buch Rita Hayworth. Ihre Filme – ihr Leben. Weekly Variety kam zu dem Schluss, dass Rita Hayworth als Freundin des korrupten Pharmazeuten „die beste weibliche Darstellung des Films“ geliefert habe. Sie habe daher „Potential“.